# Niederhollabrunn
Niederhollabrunn är en ort och kommun i Österrike. Den ligger i distriktet Korneuburg i förbundslandet Niederösterreich, 27 km norr om huvudstaden Wien. 
Kommunen består av fem orter (Ortschaften) (inom parentes invånarantal 1 januari 2024):
- Bruderndorf (230)
- Haselbach (160)
- Niederfellabrunn (308)
- Niederhollabrunn (665)
- Streitdorf (144)